# Plocoglottis
Plocoglottis là một chi thực vật có hoa trong họ Lan.